# 雲林大屠殺
雲林大屠殺是1896年台灣日治時期發生的一起屠殺事件。日軍為掃蕩雲林的抗日事件而斬殺俘虜，簡義、柯鐵等人獲悉日軍駐守斗六街，率六百餘名義軍襲擊斗六街，日軍死傷慘重，日軍憤怒之下於斗六街一帶，展開報復性的屠殺與焚燒。至於犧牲人數，台灣日本綜合研究所指出有6000人遇害，當時的雲林支廳主記今村平藏日誌《蠻煙瘴雨日誌》記載一萬餘人遇害，近人劉枝萬推估約三萬餘眾。
此事導致國際輿論譴責。

## 背景
1894年，甲午戰爭爆發，大清敗給日本並簽訂馬關條約，割讓台灣、澎湖，1895年，日軍進軍台灣，台灣民間各地武裝抗日活動風起雲湧，尤以中部雲林柯鐵虎為首的「鐵國山」義軍最受關注。

## 經過
1896年，台灣總督府宣布4月1日起結束軍政、進入民政時期，為了掃蕩柯鐵等人的抗日事件，於是進駐斗六街；4月12日，島田少佐進剿簡義於雲林的橫路庄，簡義逃逸，島田「收兵，集合於北方曠地，斬殺俘虜」。鐵國山之抗日份子因此感到憤慨，乃以內山大坪頂（今南投縣鹿谷鄉）為根據地，於是率領六百多人偷襲日軍。
6月13日，一家日本人商店遭洗劫，雲林支廳長松村雄之進與憲兵隊長，守備隊長展開追緝後得知反抗勢力集結在大坪頂，6月14日，雲林守備中村道明中尉率兵20餘人進窺大坪頂，今村平藏以兵員短少又不諳地形「惟恐後悔莫及」為由勸阻，中村不從，輕率前往，遭到民兵埋伏，陣亡過半，中村道明受傷自盡。第二天日軍為了報復，到處焚燒民宅並蓄意殺人，日軍第二旅團在六月以台中一團進攻雲林，松村雄之進稱「雲林轄下無良民」，6月17日開始，日本將台中、嘉義、彰化的軍隊集結到斗六，由在地人吳明為嚮導帶領日軍往大坪頂進攻，然而日軍進入小坪頂後遇伏，中村益名中尉被活捉凌遲至死，緊急電告總督府請求增兵。民兵士氣大增、柯鐵與其部眾推舉曾在黑旗軍的簡義為首，將1896年訂為「天運元年」。
6月20日至23日集結重兵，把村莊皆稱作「匪窖」全加以焚燬，四處無人性的報復屠殺，婦女幼兒也在殘殺之列，縱火民房4925戶，使日本政府被國際媒體抨擊。
日本事後自己統計報告計焚燬村莊56處，縱火民房4925戶，斗六街及石龜溪庄遭受最為慘重。進攻鐵國山之兒玉中隊，自林杞埔（今南投縣竹山鎮）撤回雲林時，沿途縱火，九芎林、石榴班、海豊崙各庄盡成焦土，無辜百姓無端被殺。

## 反應
雲林大屠殺發生後，台灣的洋人、傳教士陸續投書香港、日本、英國各大報，7月4日於《德臣西報》（China Mail）和《孖剌西報》（Hong Kong Daily Press）刊登。7月14日報導：「日本人正採取殲滅所有台灣人的策略……台灣人的收穫破壞、家園燒毀，祖先墳墓挖掘、婦女遭凌辱，憤怒到極點……。」8月25日《泰晤士報》：「日本士兵暴戾侮慢之程度令人咋舌……肆無忌憚地殺人放火……老幼婦女皆不能免……野蠻且苛酷之東方新強國。」8月22日之《蘇格蘭人報》：「日本之政略，似乎在於將全島居民都趕出去。」
國際社會向日本施壓，日本政府向台灣總督府施壓，台灣總督虛與委蛇。台灣總督桂太郎在日本知悉事態，8月7日電報命令儘速進行失職官員之懲處。台灣總督府在8月28日上報給日本中央監督總督府業務的拓殖務大臣高島鞆之助，指出松村雄之進支廳長原本即有不能讓軍隊不分好壞殘害人民的責任，報請拓殖務大臣上奏免松村支廳長官職及繳還勳章、位階證明書。拓殖務省也很快在8月29日發文送交主管人事獎懲的賞勳局。9月2日，松村雄之進正式被撤職，並且被要求繳還勳章、敘位證明書，離開臺灣。
1896年10月14日，乃木希典就任第3任台灣總督。11月14日，總督乃木希典訓令「各混成旅團長、憲兵隊司令官」，嚴禁燒夷良民家屋，但是「若戰術上有其必要，述明理由報告」即可。1897年3月27日，乃木希典去函拓殖務大臣，以松村雄之進早年治臺有功，請辦理敘松村氏為從七位位階的手續。

## 影響
因為此事件，日本政府藉由地方官制調整的機會，廢除雲林稱謂，以斗六之名代表雲林。
此次大屠殺中，日本更支持清朝遺留下的保甲制度，便沿用制度使台人互相監控，彌補警察管理不足，進而有效控制台灣。

## 延伸閱讀
1. 台灣總督府『陸軍幕僚歷史草案』卷一，6月21日條
2. 台灣總督府警務局編『台灣總督府警察沿革誌』第二編，上卷，頁432、頁436
3. 『公爵桂太郎傳』乾卷，頁735。
4. 『台灣史料稿本』卷六，頁58。
5. 苫米地治三郎，『高野孟矩』1897年、頁250-255。 （页面存档备份，存于）

## 外部連結
- 「台灣人的台灣史」 （页面存档备份，存于），郭弘斌編著
- 台灣大百科 （页面存档备份，存于）,劉世溫
- 雲林事件在古坑, 台灣文獻季刊 72卷第1期 頁141 , 張素玢
- 日治初期雲林事件與地方武裝抗日之研究 （页面存档备份，存于） 呂大成 , 頁 58-62
- 日治初期雲林武裝抗日活動與鐵國山組織之研究(1895-1902年),潘珏君 ,頁42-44
- 台灣記憶--簡義,國家圖書館
- 日本扶桑社歷史教科書
- [雲林人不可不知【抗日篇】,雲林時光 （页面存档备份，存于）
- 鐵國山抗日風雲120年，王政中(科法碩)[]
- 雲林國家文化記憶庫 （页面存档备份，存于）
- 涵碧樓傳奇 （页面存档备份，存于）, 雲林縣文化局
- 台灣史 （页面存档备份，存于）, 黃秀政吳文星張勝彥 , 頁172
- 臺灣漢人武裝抗日史研究 (1895~1902) （页面存档备份，存于）, 翁佳音 , 頁95
- ,近代化與殖民:日治臺灣社會史研究文集
- ,爭台灣的主權:過去,現在,未來
- （页面存档备份，存于）,<台灣史研究>第19卷第2期,頁37,三.雲林事件與台灣大赦,中央研究院臺灣史研究所